# Chomatobatrachus
Chomatobatrachus is een geslacht van uitgestorven temnospondyle Batrachomorpha (basale 'amfibieën'). Het leefde in het Vroeg-Trias (ongeveer 250 miljoen jaar geleden) en zijn fossiele overblijfselen zijn gevonden in Australië.

## Naamgeving
Chomatobatrachus, voor het eerst beschreven in 1974 door John William Cosgriff, is gebaseerd op fossiele resten die zijn gevonden in de Meadowbank Dam-vindplaats in de buurt van Hobart, Tasmanië. Het holotype is UTGD 80738, een schedel. De typesoort is Chomatobatrachus halei. De geslachtsnaam is afgeleid van het Grieks chomatos, 'afvalhoop', en batrachos, 'kikker'. Dit verwijst naar het feit dat het fossiel gevonden was in een hoop puin, gedumpt bij de constructie van de dam. De soort eert de geoloog Gordon Hale, hoofd van de hydro-elektrische commissie die dam liet aanleggen. Fossielen zijn gevonden in andere locaties, ook in Tasmanië.

## Beschrijving
Dit dier was ongeveer een meter lang en had een bijna driehoekige schedel van elf centimeter lang. Het holotype Chomatobatrachus is een goed bewaard gebleven, langwerpige schedel met een licht afgeronde snuit, rechte zijkanten en een cirkelvormige palatinale holte. Andere fossielen omvatten andere gedeeltelijke schedels, kaken en schoudergordelbeenderen.

## Classificatie
Dit dier wordt beschouwd als een vertegenwoordiger van de Lydekkerinidae, een groep kleine temnospondyle amfibieën, maar wordt beschouwd als dicht bij de oorsprong van de grote mastodonsauriërs. Een naaste verwant van Chomatobatrachus is Lydekkerina uit Zuid-Afrika.